# Lêdo Ivo
Lêdo Ivo (Maceió, 18 febbraio 1924 – Siviglia, 23 dicembre 2012) è stato un poeta, saggista e giornalista brasiliano.

## Biografia
Ivo è stato uno dei più importanti letterati brasiliani moderni, membro del movimento "Generazione del 1945".
Dopo una prima fase poetica caratterizzata dallo stile surrealista, Ivo si avvicinò al modernismo seguendo come modelli Rimbaud e Mallarmé. Le sue parole acquisirono significati nuovi, contraddistinte da una grande ansia per una realtà limitata e limitante.
Era membro dell'Academia Brasileira de Letras. Nel 1990 fu eletto intellettuale dell'anno in Brasile e nel 2009 ottenne il premio Casa de las Américas, nella categoria della letteratura brasiliana.
È morto nel 2012 all'età di 88 anni per infarto a Siviglia, mentre era a casa del figlio Gonçalo.

## Scritti

### Versi
- As imaginações. Rio de Janeiro: Pongetti, 1944
- Ode e elegia. Rio de Janeiro: Pongetti, 1945
- Acontecimento do soneto. Barcelona: O Livro Inconsútil, 1948
- Ode ao crepúsculo. Rio de Janeiro: Pongetti, 1948
- Cântico. Ilustrações de Emeric Marcier. Rio de Janeiro: J. Olympio, 1949
- Linguagem: (1949-19041). Rio de Janeiro, J. Olympio, 1951
- Ode equatorial. Com xilogravuras de Anísio Medeiros. Niterói: Hipocampo, 1951
- Acontecimento do soneto. Incluindo Ode à noite. Introdução de Campos de Figueiredo. 2. ed. Rio de Janeiro: Orfeu, 1951
- Um brasileiro em Paris e O rei da Europa. Rio de Janeiro: J. Olympio, 1955
- Magias. Rio de Janeiro: Agir, 1960
- Uma lira dos vinte anos (contendo: As imaginações, Ode e elegia, Acontecimento do soneto, Ode ao crepúsculo, A jaula e Ode à noite). Rio de Janeiro: Liv. São José, 1962
- Estação central. Rio de Janeiro: Tempo Brasileiro, 1964
- Rio, a cidade e os dias: crônicas e histórias. Rio de Janeiro: Tempo Brasileiro, 1965
- Finisterra. Rio de Janeiro: J. Olympio, 1972
- O sinal semafórico (contendo: de As imaginações à Estação central). Rio de Janeiro: J. Olympio, 1974
- O soldado raso. Recife: Edições Pirata, 1980
- A noite misteriosa. Rio de Janeiro: Record, 1982
- Calabar. Rio de Janeiro: Record, 1985
- Mar Oceano. Rio de Janeiro: Record, 1987
- Crepúsculo civil. Rio de Janeiro: Topbooks, 1990
- Curral de peixe. Rio de Janeiro: Topbooks, 1995
- Noturno romano. Com gravuras de João Athanasio. Teresópolis: Impressões do Brasil, 1997
- O rumor da noite. Rio de Janeiro: Editora Nova Fronteira, 2000
- Plenilúnio. Rio de Janeiro: Topbooks, 2004
- Réquiem, Rio de Janeiro: A Contracapa, 2008; trazizione in lingua italiana e cura di Vera Lucia de Oliveira, Lecce: Besa, 2008, ISBN 978-88-497-0540-9
- Poesia Completa - 1940-2004. Rio de Janeiro: Topbooks, 2004
- Réquiem. Com pinturas de Gonçalo Ivo e desenho de Gianguido Bonfanti. Rio de Janeiro: editora Contra Capa, 2008.

### Antologie
- Antologia Poética. Rio de Janeiro: Ed. Leitura, 1965.
- O Flautim. Rio de Janeiro: Editora Bloch, 1966.
- 50 Poemas Escolhidos pelo Autor. Rio de Janeiro: MEC, 1966.
- Central Poética. Rio de Janeiro: Editora Nova Aguilar, 1976.
- Os Melhores Poemas de Lêdo Ivo. São Paulo: Ed. Global, 1983. (2.a edição, 1990).
- 10 Contos Escolhidos. Brasília: Ed. Horizonte, 1986.
- Cem Sonetos de Amor. Rio de Janeiro: José Olympio Editora, 1987.
- Antologia Poética. Organização de Walmir Ayala; introdução de Antonio Carlos Vilaça. Rio de Janeiro: Ediouro, 1991.
- Os Melhores Contos de Lêdo Ivo. São Paulo: Global Editora, 1995.
- Um Domingo Perdido (contos). São Paulo: Global Editora, 1988.
- Poesia Viva. Recife: Editora Guararapes, 2000.
- Melhores Crônicas de Lêdo Ivo. Prefácio e notas de Gilberto Mendonça Teles. São Paulo: Global Editora, 2004.
- 50 Poemas Escolhidos pelo Autor. Rio de Janeiro: Edições Galo Branco, 2004.
- Cem Poemas de Amor. São Paulo: Escrituras Editora, 2005.
- O vento do mar. Rio de Janeiro: Contracapa/ABL, 2010.
- Illuminazioni; antologia poetica a cura di Vera Lúcia de Oliveira, Salerno: Multimedia Edizioni, 2001, ISBN 88-86203-34-9

### Romanzi
- As alianças (Prêmio da Fundação Graça Aranha). Rio de Janeiro: Agir, 1947; 2.a ed., Rio de Janeiro: Editora Record, 1982; 3.a ed., Coleção Aché dos Imortais da Literatura Brasileira. São Paulo: Editora Parma, 1991; 4ª edição, Belo Horizonte: Editora Leitura, 2007.
- O caminho sem aventura. São Paulo: Instituto Progresso Editorial, 1948; 2.a ed. revista (com xilogravuras de Newton Cavalcanti), Rio de Janeiro: Edições O Cruzeiro, 1958; 3.a ed., Rio de Janeiro: Editora Record, 1983.
- O sobrinho do general. Rio de Janeiro: Civilização Brasileira, 1964; 2.a ed., Editora Record, 1981.
- Ninho de cobras (V Prêmio Walmap). Rio de Janeiro: Livraria José Olympio Editora, 1973; 2.a ed., Editora Record, 1980; 3.a ed. Editora Topbooks, 1997; 4ª ed. Maceió: Editora Catavento.
- A morte do Brasil. Rio de Janeiro: Editora Record, 1984; 2.a ed., São Paulo: Círculo do Livro, 1990; 3ª Edição, Belo Horizonte: Editora Leitura, 2007.

### Racconti
- Use a passagem subterrânea. São Paulo: Difusão Européia do Livro, 1961
- O flautim. Rio de Janeiro: Bloch, 1966
- 10 [dez] contos escolhidos. Brasília: Horizonte, 1986
- Os melhores contos de Lêdo Ivo. São Paulo: Global, 1995
- Um domingo perdido. São Paulo: Global, 1998.

### Raccolte di articoli giornalistici
- A cidade e os dias. Rio de Janeiro: O Cruzeiro, 1957
- O navio adormecido no bosque. São Paulo: Duas Cidades, 1971
- As melhores crônicas de Lêdo Ivo. Prefácio e notas de Gilberto Mendonça Teles. São Paulo: Global, 2004.

### Saggi
- Lição de Mário de Andrade. Rio de Janeiro: Ministério da Educação e Saúde, 1951
- O preto no branco. Exegese de um poema de Manuel Bandeira. Rio de Janeiro: Liv. São José, 1955
- Raimundo Correia: poesia (apresentação, seleção e notas). Rio de Janeiro: Agir, 1958
- Paraísos de papel. São Paulo: Conselho Estadual de Cultura, 1961
- Ladrão de flor. Capa de Ziraldo Rio de Janeiro: Elos, 1963
- O universo poético de Raul Pompéia. Em apêndice: Canções sem metro, e Textos esparsos [de Raul Pompéia]. Rio de Janeiro: Liv. São José, 1963
- Poesia observada. (Ensaios sobre a criação poética, contendo: Lição de Mário de Andrade, O preto no branco, Paraísos de papel e as seções inéditas Emblemas e Convivências). Rio de Janeiro: Orfeu, 1967
- Modernismo e modernidade. Nota de Franklin de Oliveira. Rio de Janeiro: Liv. São José, 1972
- Teoria e celebração. São Paulo: Duas Cidades, 1976
- Alagoas. Rio de Janeiro: Bloch, 1976
- A ética da aventura. Rio de Janeiro: F. Alves, 1982
- A república da desilusão. Rio de Janeiro: Topbooks, 1995
- O Ajudante de mentiroso. Rio de Janeiro:Educam/ABL, 2009.
- João do Rio. Rio de Janeiro: ABL, 2009.

### Scritti autobiografici
- Confissões de um poeta. São Paulo: Difusão Européia do Livro, 1979
- O aluno relapso. São Paulo: Massao Ohno, 1991.

### Letteratura per ragazzi
- O canário azul. São Paulo: Scipione, 1990
- O menino da noite. São Paulo: Companhia. Editora Nacional, 1995
- O rato da sacristia. São Paulo: Global, 2000
- A história da Tartaruga. São Paulo: Global, 2009.

### Traduzioni
- Jane Austen, A Abadia de Northanger. Rio de Janeiro: Editora Pan-Americana, 1944. Rio de Janeiro: Editora Francisco Alves, 1982.
- Guy de Maupassant, Nosso Coração. São Paulo: Livraria Martins, 1953.
- Arthur Rimbaud, Uma Temporada no Inferno e Iluminações (traduzioni, introduzioni e note). Rio de Janeiro: Civilização Brasileira, 1957. Rio de Janeiro: Editora Francisco Alves, 2004.
- Fëdor Dostoevskij, O Adolescente. Rio de Janeiro: Livraria José Olympio Editora, 1960.
- Albrecht Goes, O Holocausto. Rio de Janeiro: Agir, 1960.